# Ретинит
Ретини́т (от позднелат. retina — «сетчатая оболочка») — воспаление сетчатки глаза человека, чаще двустороннее.
Ретинит возникает в результате заноса в сосуды сетчатки гнойной инфекции при сепсисе или гнойном очаге в организме, туберкулёзе и других инфекциях и интоксикациях. Как правило сочетается с хориоретинитом — воспалением сосудистой оболочки глаза.
Заболевание характеризуется появлением так называемых скотом — очаговых выпадений в поле зрения, соответствующих воспалительному фокусу на дне глаза. Лечение зависит от болезни, вызвавшей ретинит. При недостаточном лечении у человека остаётся стойкое понижение зрения, особенно ощутимое при плохом освещении.

## Виды ретинита
Существуют два вида ретинита: эндогенный и экзогенный, которые, в свою очередь делятся на множество подвидов.Экзогенный ретинит вызван наружными факторами, к нему относятся травматический, постоперационный и солнечный ретиниты. Эндогенный ретинит вызван инфекцией, к нему относятся вирусный, инфекционный, наследственный, диабетический и прочие виды ретинита.